# Das Beben (Roman)
Das Beben ist ein 2005 erschienener Roman von Martin Mosebach und gilt neben Westend als sein Hauptwerk. 

## Inhalt
Der Roman handelt von einem Architekten, der zugleich der Ich-Erzähler ist, der erkennen muss, dass seine Geliebte Manon ein Verhältnis mit einem populären, von ihm selbst wenig geschätzten Künstler hat. (Dessen stark satirische Schilderung teils an Friedensreich Hundertwasser, teils an André Heller erinnert.) Darauf nimmt der Held des Romans einen Auftrag in Indien an, wo er für einen ehemaligen Fürsten ein Ferienzentrum entwerfen soll. 
Dieser Fürst hat längst seit der Unabhängigkeit Indiens alle politische Macht verloren, inszeniert sich aber weiterhin als Monarch und Landesvater und ignoriert weitgehend seine ökonomischen Probleme. Auch der Plan, sich über den Tourismus zu sanieren, den das zu bauende Hotel in „sein“ Land holen soll, erweist sich als völlig illusorisch, weil die Infrastruktur in der Region hoffnungslos unzureichend ist. Trotz dieser zügig erlangten Einsicht bleibt der Architekt in der Residenz des Fürsten und gibt sich den östlichen Lebenseindrücken hin.
Höhepunkte des Romans sind eine längere Betrachtung über die Heiligkeit der Kuh, der der Ich-Erzähler „begegnet“, im Kapitel Anbetung der heiligen Kuh und eine Rundreise des Fürsten durch sein ehemaliges Reich im Kapitel Der König reist, in dem dieser seine Selbstinszenierung meisterhaft mit der Illusion eines noch immer Herrschenden vereinbar hält.
Dann erscheint auch Manon noch vor Ort und der indische Fürst verliebt sich rückhaltlos in die völlig unorientalische westliche Schönheit. Sein plötzlicher Tod allerdings beendet diese Konstellation und lässt die europäischen Gäste wieder ihrer getrennten Wege gehen.

## Rezeption
Siehe Weblinks

## Ausgaben
- Das Beben, Carl Hanser Verlag, München 2005 ISBN 3-446-20661-2
- Das Beben, DTV Taschenbuch, München 2007 ISBN 978-3-423-13568-9